# Zoran Vanjaka
 (septembre 2015).
Zoran Vanjaka, dit Zoran, est un dessinateur et scénariste de bande dessinée né le 18 novembre 1948 à Split, alors en Yougoslavie. 

## Biographie
Zoran étudie le graphisme à l'Académie des beaux-arts de Zagreb à partir de 1970. En 1977, il émigre au Canada et participe au film d'animation Métal hurlant (1980) produit par Ivan Reitman. Il collabore ensuite avec le groupe Marvel : réalisation de planches et d'illustrations pour le magazine Epic Illustrated et encrage de plusieurs aventures de Conan le barbare pour le magazine en noir et blanc The Savage Sword of Conan.
À partir de 1979, Zoran travaille parallèlement pour les éditions Le Lombard et crée l'année suivante la série Ivor qui paraît dans l’hebdomadaire Tintin.
De 1990 à 1992, la série Max London, qu'il dessine sur un scénario de Toufik, paraît directement sous forme d'albums chez Blanco.

## Publications
- Ivor, couleurs d'Yves Chagnaud, éd. Le Lombard
  1. Un jour, un mercenaire, 1986
  2. La Danse du cabotin, 1987
  3. L'Île, 1987
  4. Comme un faucon, 1988
  5. Les mercenaires vont au paradis, 1988

- Ballade pour un billet, scénario de Toufik, éd. Le Lombard, 1990
- Max London, scénario de Toufik, éd. Blanco
  1. Requiem pour un tonton président, 1990
  2. Et Agaou-Loa se déchaîna, 1990
  3. Pharaon-sur-Nil, 1992